# Maria Lluïsa de Borbó-Parma (reina d'Espanya)
Maria Lluïsa de Borbó-Parma (Parma, 9 de desembre de 1751 - Roma, 2 de gener de 1819), també coneguda comunament com a Maria Lluïsa de Parma, va ser reina consort d'Espanya de 1788 a 1808 com esposa de Carles IV. És coneguda àmpliament gràcies als retrats on quedà immortalitzada pel pintor de cambra Francisco de Goya.

## Orígens familiars
Filla del duc Felip I de Parma i de la princesa Elisabet de França. Era neta de Felip V d'Espanya i Isabel Farnese per línia paterna i de Lluís XV de França i de la princesa Maria Leszczynska per línia materna.

## Matrimoni i descendència
Va casar-se el 4 de setembre a La Granja de San Ildefonso, amb Carles IV d'Espanya quan aquest encara era príncep d'Astúries. El matrimoni va tenir catorze fills, dels quals només set van arribar a l'edat adulta:
- Carles Climent (El Escorial, 1771 - El Pardo, 1774)
- Carlota Joaquima (Madrid, 1775 - Queluz, 1830)
- Maria Lluïsa (San Ildefonso, 1777 - 1782)
- Maria Amàlia (El Pardo, 1779 - Madrid, 1798)
- Carles Domènec Eusebi (El Pardo, 1780 - Aranjuez, 1783)
- Maria Lluïsa (La Granja, 1782 - Lucca, 1824)
- Carles i Felip (San Ildefonso, 1783 - 1784)
- Ferran (El Escorial, 1784 - Madrid, 1833)
- Carles Maria Isidre (Madrid, 1788 - Trieste, 1855)
- Maria Isabel (Madrid, 1789 - Portici, 1848)
- Maria Teresa (Aranjuez, 1791 - El Escorial, 1794)
- Felip Maria (Aranjuez, 1792 - Madrid, 1794)
- Francesc de Paula (Aranjuez, 1788 - Madrid, 1865)

## Reina d'Espanya
Amb Carles IV en el tron des de 1788, la reina va demostrar tenir un paper fonamental en la política espanyola; amb una personalitat dominant, se situava al costat del seu espòs en el moment de rebre els ministres i va resultar tenir més capacitat, intel·ligència i ambició que el seu marit. Tot i això, la seva persona es va veure esquitxada per una sèrie d'escàndols relacionats amb infidelitats dels quals la reina no es preocupava; el rumor d'infidelitat més conegut fou amb Manuel Godoy; s'arriba a especular que l'infant Francesc de Paula era fill del favorit. La introducció del favorit Godoy a la cort i el seu imparable ascens va crear crispació i la reina va ser l'objectiu de crítiques i rumors constants; l'Església arribà a titllar-la de zorra mentre també encenia els ànims contra Godoy.
La dona dona de l'embaixador britànic va dir que "Tengo muy buena impresión, salvo del indecente parecido de los infantes Francisco y María Luisa con el favorito". [Font= Els borbons en pilotes. Valls: Cossetània, 29.
Després de les abdicacions de Baiona, la reina seguí el seu marit a França i, finalment, a Itàlia. Els seguí Godoy, que estava lligat sentimentalment a la reina,.
La reina morí l'any 1819 en braços de Godoy. Després, es féu pública la revelació que havia fet al seu confessor, fra Juan de Almaraz: "Ninguno de mis hijos lo es de Carlos IV y, por consiguiente, la dinastía de Borbón se ha extinguido en España". [Els borbons en pilotes, 30]